# Барбер, Грэм
Грэм П. Барбер (англ. Graham P. Barber; род. 5 июня 1958, Тринг, Хартфордшир) — английский футбольный судья. Судил матчи чемпионата Англии, а также международные матчи клубов и сборных. После завершения карьеры переехал в Испанию, возглавив компанию Europa Networks.

## Карьера
О своём начале карьеры судьи Барбер рассказывал следующее:

Я люблю это дело. Полюбил с того момента, когда в 16 лет впервые взял свисток в руки. Люди постоянно задают вопросы, зачем мне это нужно, и говорят, что никогда сами бы не пошли по моему пути. Как им ответить? У меня есть программка финального матча чемпионата мира 1974 года с автографом Джона Тэйлора, которая представляет, на мой взгляд, большую ценность, чем если бы она была подписана Беккенбауэром или Кройфом.

До 1996 года судил матчи Английской футбольной лиги, позже стал арбитром Премьер-Лиги. В списке арбитров ФИФА с 1998 года. 1 августа 1999 года судил матч Суперкубка Англии между «Арсеналом» и «Манчестер Юнайтед», завершившийся победой «канониров» 2:1 (на 36-й минуте счёт открыл Дэвид Бекхэм, однако Нванкво Кану и Рэй Парлор принесли «Арсеналу» победу во втором тайме). 18 августа состоялся дебют Барбера на уровне сборных: он судил товарищеский матч Греции и Сальвадора в Кавале на местном стадионе (победа 3:1). 3 июня 2000 года судил товарищеский матч между Италией и Норвегией, в котором норвежцы одержали победу 1:0, а вратарь итальянцев Джанлуиджи Буффон получил травму, лишившую его поездки на чемпионат Европы (вместо него играл в дальнейшем Франческо Тольдо).
3 сентября 2000 года Барбер провёл первый официальный международный матч в рамках группы 8 европейского отбора на чемпионат мира 2002 года на стадионе Ференца Пушкаша в Будапеште между Венгрией и Италией (ничья 2:2). 13 сентября состоялся его дебют в Лиге чемпионов УЕФА в игре на шведском стадионе «Олимпия» между «Хельсингборгом» и «Баварией» (победа баварцев 3:1).
12 мая 2002 года Барбер судил матч финала плей-офф Чемпионшипа на «Миллениуме» в Кардиффе между «Бирмингем Сити» и «Норвич Сити», который завершился в основное время нулевой ничьей: в овертайме забили по голу обе команды (отличились Джефф Хорсфилд и Айвэн Робертс), а в серии пенальти победили бирмингемцы. В том же году он судил полуфиналы Первой и Второй футбольных лиг Англии. 11 декабря 2002 года судил игру второго группового этапа Лиги чемпионов между «Реалом» и московским «Локомотивом»: на 3-й компенсированной минуте второго тайма, когда игрок «железнодорожников» Джеймс Обиора заполучил возможность забить при счёте 2:2, Барбер неожиданно дал свисток об окончании второго тайма.
В отборе на чемпионат Европы Барбер работал на 4 матчах: 7 сентября 2002 года (Нидерланды 3:0 Беларусь), 2 апреля 2003 года (Израиль 1:2 Франция), 6 сентября 2003 года (Исландия 0:0 Германия) и 11 октября 2003 года (Босния и Герцеговина 1:1 Дания). 17 мая 2003 года Барбер работал также на финале Кубка Англии, в котором «Арсенал» победил команду «Саутгемптон» благодаря голу Робера Пиреса на 38-й минуте.
Сезон 2003/2004 стал последним для Барбера: он судил Суперкубок УЕФА 2003 между «Миланом» и «Порту» 29 августа, миланцы победили благодаря голу Андрея Шевченко.. 3 апреля 2004 года он судил полуфинал Кубка Англии между «Арсеналом» и «Манчестер Юнайтед» на «Вилла Парк» в Бирмингеме, «манкунианцы» победили благодаря голу Пола Скоулза на 32-й минуте.